# Rennes-en-Grenouilles
 Rennes-en-Grenouilles  es una población y comuna francesa, en la región de Países del Loira, departamento de Mayenne, en el distrito de Mayenne y cantón de Lassay-les-Châteaux.

## Demografía
| 192 | 182 | 145 | 148 | 122 | 105 |
| Para los censos de 1962 a 1999 la población legal corresponde a la población sin duplicidades (Fuente: INSEE [Consultar]) |     |     |     |     |     |